# Cumiana
Cumiana (piemontesisch Cumian-a) ist eine Gemeinde in der italienischen Metropolitanstadt Turin (TO), Region Piemont.

## Lage und Einwohner
Cumiana liegt 30 km westlich von Turin und ist Mitglied der Bergkommune Comunità Montana Pinerolese Pedemontano. Das Gemeindegebiet umfasst eine Fläche von 60 km² und hat 7829 Einwohner (Stand 31. Dezember 2023).Zur Gemeinde gehören die fünf Fraktion und Circoscrizione (Frazioni) Allivellatori, Luisetti, Pieve, Tavernette und Verna.
Die Nachbargemeinden sind Giaveno, Trana, Piossasco, Pinasca, Volvera, Pinerolo, Frossasco, Cantalupa, Airasca und Piscina.

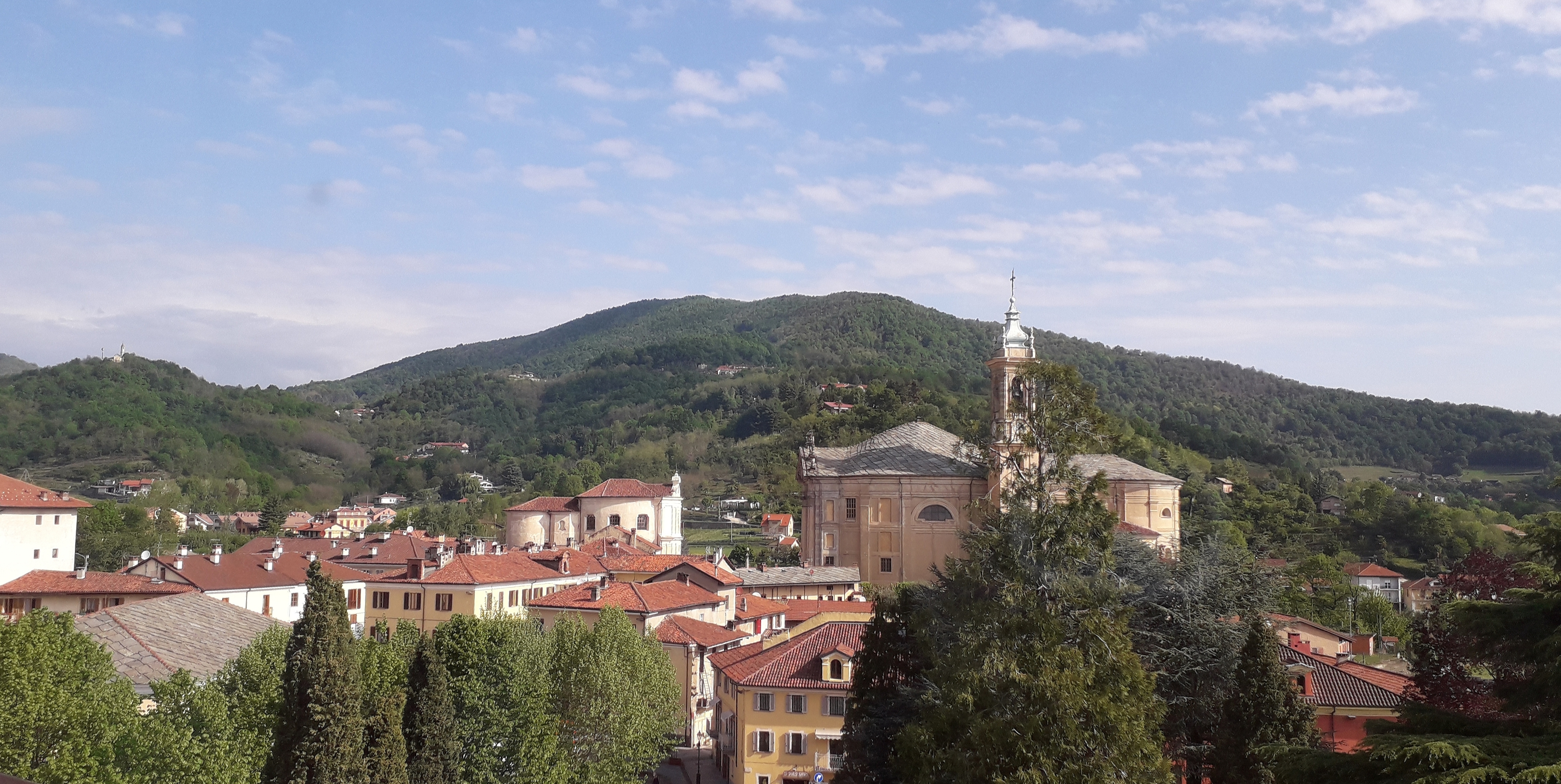
Blick auf das Stadtzentrum und die Kirche Santa Maria della Motta

## Geschichte

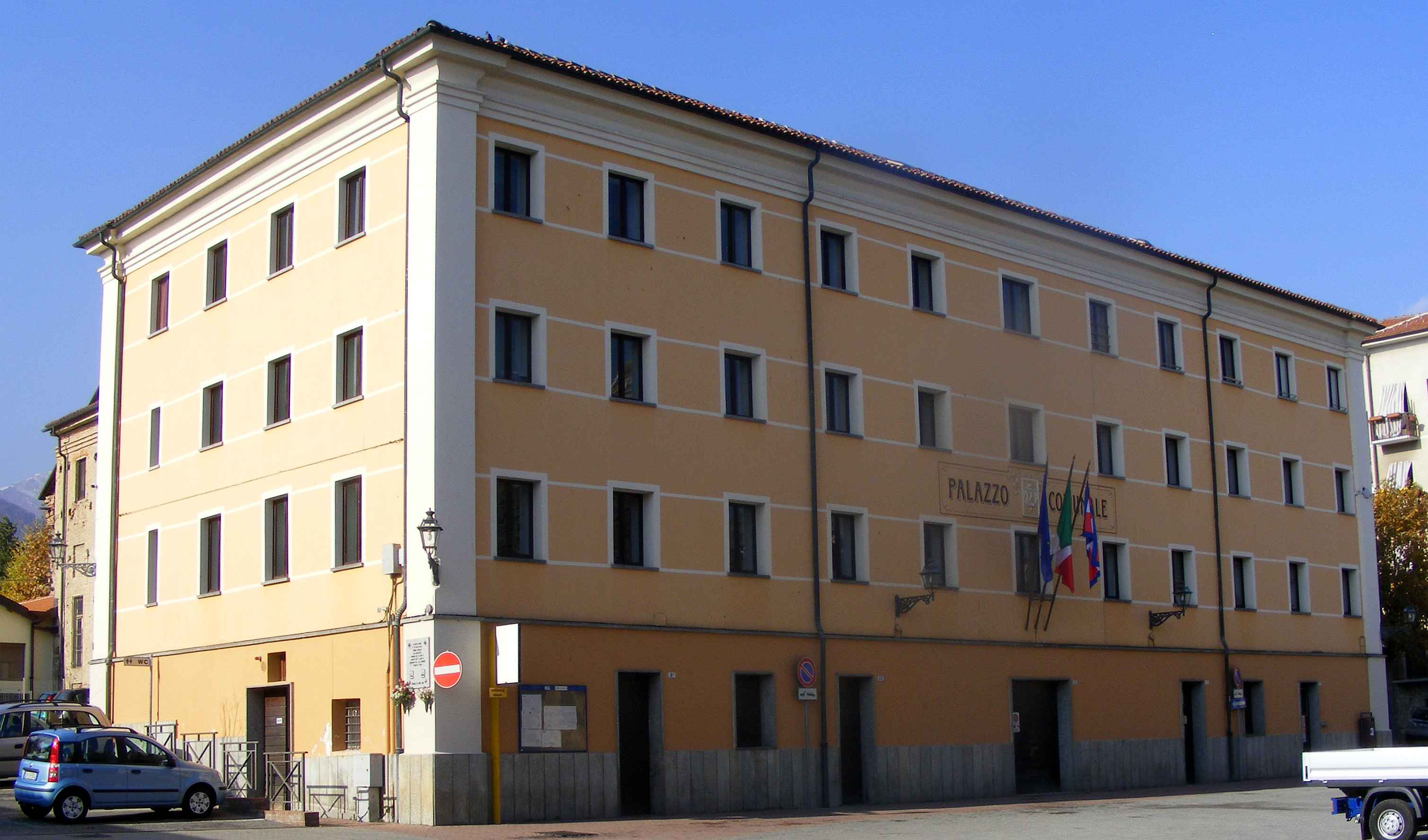
Gemeindehaus

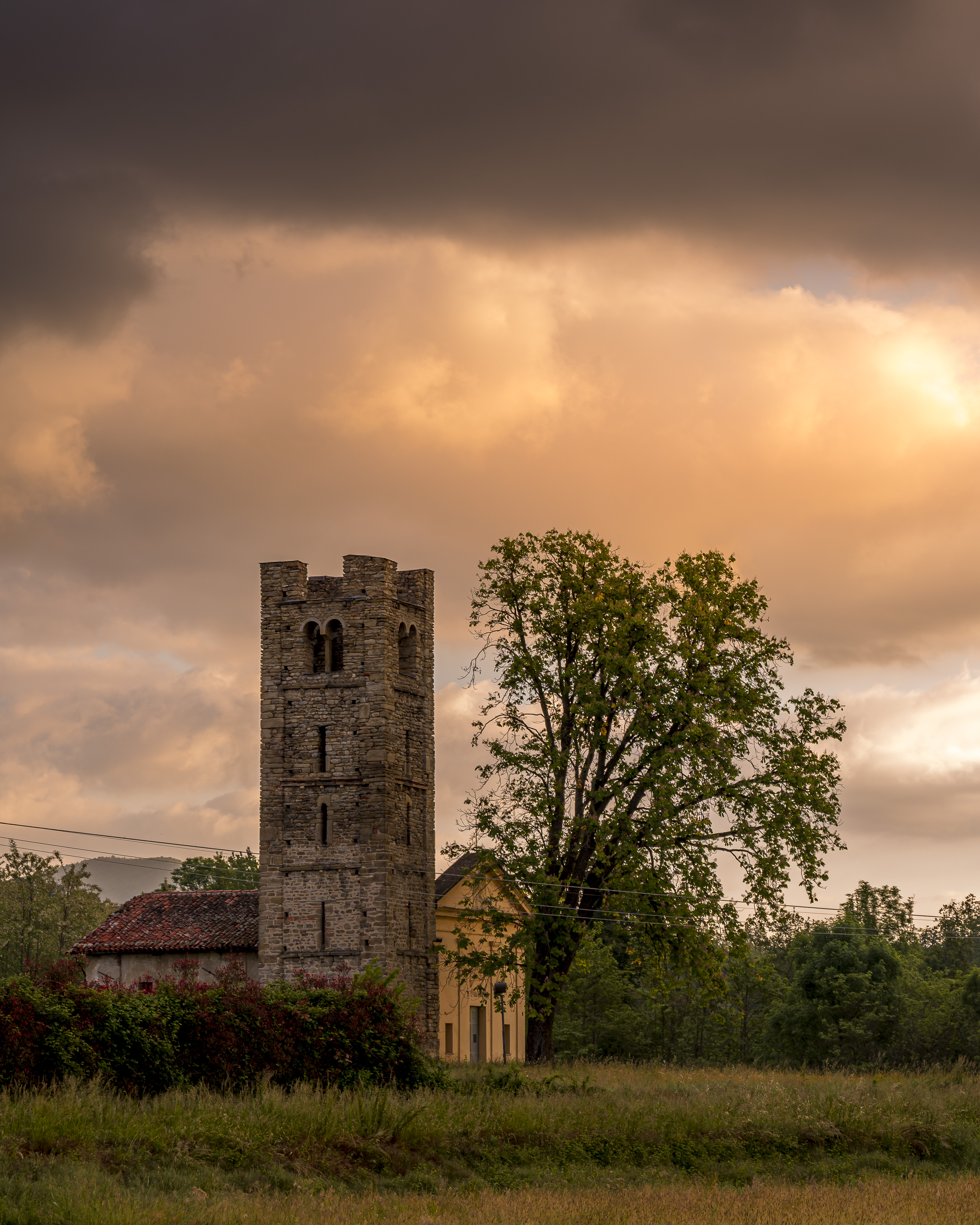
Kapelle di San Giacomo

Die Erstnennung des Ortes als „Cominana“ erfolgte in einer Urkunde des Jahres 810, der Donazione di Teutcario. Mit dieser erfolgte eine Schenkung allen Landes zwischen Montegrosso und dem Felsen von Bess zugunsten des Klosters Novalesa im Val di Susa. Teutcarius war ein alamannischer Krieger – er selbst bezeichnet sich als „alamannus“ –, der mehr als ein Jahrzehnt zuvor ins Land gekommen war. Er und seine Frau Ricarda vermachten dem Kloster ihren Besitz. Im 10. Jahrhundert ging der Ort mit seinen Bewohnern an die Markgrafen von Susa, dann im Jahr 980 an die Orsini-Falconieri, die Signori von Rivalta (980), Vasallen der Bischöfe von Turin. Durch die Ehe zwischen Adelheid von Susa mit Otto von Savoyen-Moriana kam die Region an die Markgrafen von Turin, nach deren Zerfall ab 1091 der Ort wieder an die Signori von Rivalta fiel, die inzwischen zu Vasallen der Savoyarden geworden waren. Als Friedrich Barbarossa nach Italien zog, galten sie als Verbündete des Papstes. Daher wurde ihre Burg 1176 geplündert und niedergerissen.
1239 erwarb Amadeus IV. von Savoyen einen Teil des Gebiets der Rivalta, 1242 ging ein weiterer Teil an seinen Bruder Tommaso II., abgesehen von den Marsaglie. Nach abermaligen Auseinandersetzungen gelang es Amadeus V. (1285–1323) die Herrschaft zu stabilisieren. Schließlich gelang es ihm 1291, die Restet des Gebiets von Cumiana zu erwerben, nämlich das Gebiet der Marsaglie. 1294 überließ er das Piemont seinem Neffen Filippo, dem ältesten Sohn von Tommaso III., mit dem die Linie der Savoia-Acaia einsetzte (1294–1369). Sie residierten in Pinerolo, während ihnen die Burg von Cumiana häufig als Gefängnis diente. Giacomo d’Acaia, der Sohn Tommasos, versuchte sich von der Vorherrschaft der Hauptlinie unabhängig zu machen, schließlich zog Amadeus VI. von Savoyen 1356 gegen ihn in den Krieg, in dessen Verlauf auch die Cumiana-Burg 1359 erobert wurde. Giacomos Sohn Filippo II. nahm den Kampf auf, schließlich sogar gegen den Willen seines Vaters, unterlag jedoch. Cumiana wurde 1368 im Verlauf der Kämpfe erneut belagert.
Schon vor dem Ende der Linie der Acaia im Jahr 1418 war Cumiana bereits im Besitz der Familie Canalis, die es für 10.000 Goldflorin am 24. August 1366 von den Acaia erworben hatte. Die Canalis waren einflussreiche Notare und Rechtsberater am Hof der Acaia-Fürsten in Pinerolo. Sie dominierte die Geschicke Cumianas bis zum Aussterben im Jahr 1801. Nun standen Auseinandersetzungen zwischen den neuen Herren und der aufkommenden Kommune im Vordergrund. Am 6. November 1429 wurde das sogenannte affrancamento unterzeichnet. Damit durfte die Kommune eigenständig Abgaben auf wirtschaftliche Tätigkeiten erheben. Das von einer Pestwelle getroffene musste 1517 französische Truppen aufnehmen, erneut 1536.
Die Canalis führten im 16. Jahrhundert den Anbau von Reis ein, doch zahllose Klagen der Bewohner, auch über Krankheiten, führten dazu, dass die herrschende Familie die entsprechenden Vorhaben 1630 aufgeben musste.
Derweil gelang es den Savoyarden im Frieden von Cateau-Cambrésis (3. April 1559) ihr Territorium zu sichern. Wahrscheinlich wurde durch sie der Freitagsmarkt eingerichtet, der bis heute besteht. Auch minderten sie Abgaben und Steuern, so dass sich die Wirtschaft des Tales erholen konnte. Als sich jedoch Savoyen 1580 auf die Seite Spaniens im Kampf gegen Frankreich schlug, plünderten die französischen Truppen unter Herzog Lesdiguières das flache Land. 1593 wurde die alte Burg Costa zerstört, 1598 wütete erneut die Pest, erneut 1630. Die Canalis mussten den Vertrag von 1429 neu aushandeln, so dass die Abgaben aufgehoben oder vermindert wurden. 1690 stand Savoyen erneut unter Vittorio Amedeo II. im Krieg mit Frankreich. Dazu wurden Straßen ausgebaut, aber auch Kirchen restauriert und neue erbaut.

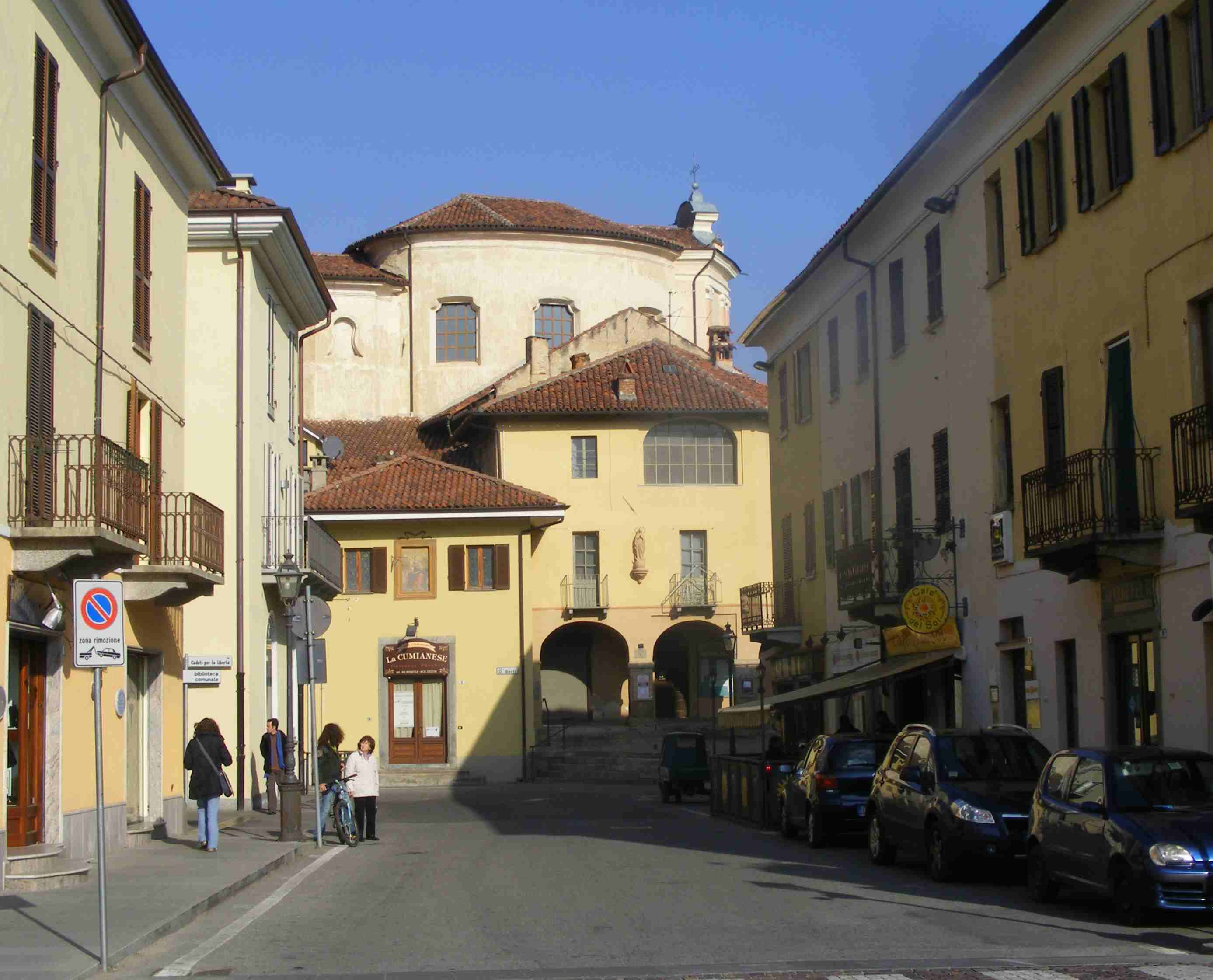
Straße im Stadtzentrum

Am 21. Dezember 1798 empfing der republikanische Gemeinderat die französischen Truppen, 1802 wurde das Piemont zu Frankreich geschlagen. 1814 kehrten die Savoyarden auf den Thron zurück, doch wurden die alten Feudalverhältnisse nicht wiederhergestellt. Der Staat wurde modernisiert. So entstand 1801 ein Postamt, 1834 wurde das neue Hospital eröffnet, 1837 die Straße nach Pinerolo freigegeben, Mitte des Jahrhunderts die Straßen- und Bahnverbindung nach Piscina bzw. an die fertiggestellte Eisenbahnverbindung Turin-Pinerolo fertiggestellt. Die führenden Gruppen im Tal waren nicht mehr die adligen Landbesitzer, sondern Händler, Anwälte und Notare, aber auch neue Gruppen von Landbesitzern. In Cumiana wurde nun Glas hergestellt, Kunsthandwerk kam auf, aber auch der Abbau bestimmter Gesteinsarten, wie am Montegrosso, gab der Ökonomie eine neue Ausrichtung. Zugleich wanderten zunehmend Talbewohner in die neuen Industriezentren ab, aber auch nach Frankreich und Südamerika.
Im Ersten Weltkrieg kämpften etwa tausend Cumianesen, 99 von ihnen starben. Im Zweiten Weltkrieg kam es in den Tälern des Piemont zu Partisanenkämpfen. In Cumiana erschossen am 3. April 1944 Angehörige des SS-Karstwehr Bataillons unter dem Befehl von SS-Obersturmführer Anton Renninger aus Erlangen 51 Männer, nachdem es zu einem Kampf auf der Piazza Vecchia gekommen war.
Nach dem Krieg kam es zu einem lokalen Aufschwung der Wirtschaft, wobei die Produktion von Gummi und Blechen, Harzen und Kunststoffen im Vordergrund stand. Diese Fabrikationen zogen zwar mehrere hundert Arbeiter an, doch die Talbewohner selbst wurden überwiegend zu Pendlern. Zugleich wurden die abgelegeneren Orte sukzessive aufgegeben, wie alle Täler des Nordwestens. Seit den 1980er Jahren kam es zu einem begrenzten Aufschwung der lokalen Produktion, die wiederum den Tourismus förderte.

## Gemeindepartnerschaften
- San Guillermo, Argentinien
- Erlangen, Deutschland

## Töchter und Söhne der Gemeinde
- Francesco Camusso (1908–1995), Radrennfahrer
- Giuseppe Maritano (1915–1992), römisch-katholischer Geistlicher, Bischof von Macapá in Brasilien